# Antiga muralla de Torà
L'antiga muralla de Torà (Solsonès) és un monument declarat bé cultural d'interès nacional.

## Descripció
Es té constància que Torà era una vila emmurallada i tenia un castell. Aquestes muralles podrien formar part d'aquest baluard que es trobava a la zona més alta del poble per tenir una major visibilitat. Actualment només conservem algun traç del que havia estat l'antiga muralla que funciona com a mur de contenció de les construccions del nivell superior. L'aparell d'aquesta muralla és de carreus irregulars, més grans en els nivells inferiors i lleugerament més petits i regulars en els superiors. Apareixen també restes d'argamassa. Aquesta muralla supera els sis metres en algun dels seus punts, ja que s'adequa al desnivell del terreny i a les característiques d'aquest.

## Notícies històriques
La prosperitat i creixença de Torà es deu en bona part als antics habitants de l'Aguda que el segle xiv baixen de la muntanya vers el pla on edifiquen en el "tossalet del pla", vora l'antic castell. Per la seva situació, el castell de Torà vigilaria l'entrada a les valls de Llanera i de Cellers. D'ell només en tenim algunes notícies documentals del segle xii que l'esmenta com a propietat de la muller de Gombau de Ribelles. També segons l'historiador toranés Xavier Bosch el castell s'enrunà i es reconstruí al segle xv o XVI.